# Greenleaf (Idaho)
Greenleaf – miasto w Stanach Zjednoczonych, w stanie Idaho, w hrabstwie Canyon.